# 姣妹日記
《姣妹日記》（英語：The People I've Slept With）是一部2009年首映的美國喜劇片，由李孟熙執導，張嘉琳及維爾遜·克魯茲等主演。

## 外部連結
- 官方网站
- 互联网电影数据库（IMDb）上《姣妹日記》的资料（英文）
- 豆瓣电影上《姣妹日記》的資料 （简体中文）